# Salajci
Salajci – wieś w Chorwacji, w żupanii zagrzebskiej, w gminie Gradec. W 2011 roku liczyła 72 mieszkańców.